# Solomy Balungi Bossa
Solomy Balungi Bossa (* 14. April 1956 in Uganda) ist eine ugandische Juristin und Richterin am Internationalen Strafgerichtshof.

## Leben und Wirken
Bossa studierte an der Makerere-Universität Rechtswissenschaften und erwarb dort 1979 den Bachelor of Laws. Ab 1980 arbeitete sie als Dozentin am Law Development Centre in Uganda, wo sie bis 1997 tätig war. Ab 1988 praktizierte sie zudem als Rechtsanwältin. 1997 wechselte sie an den High Court of Uganda, das dritthöchste ugandische Gericht, wo sie bis 2013 eine Richterstelle innehatte. Von 2001 bis 2006 war Bossa zudem Richterin am East African Court of Justice, dem Gericht der Ostafrikanischen Gemeinschaft. Von 2003 bis 2013 diente sie außerdem als Richterin am Internationalen Strafgerichtshof für Ruanda. Ab 2013 war sie Richterin beim zweithöchsten Gericht Ugandas, dem Court of Appeal of Uganda. Von 2012 bis 2018 war sie Richterin am Internationalen Residualmechanismus für die Ad-hoc-Strafgerichtshöfe und von 2014 bis 2018 am African Court on Human and Peoples’ Rights.
Seit März 2018 ist Bossa Richterin am Internationalen Strafgerichtshof. Hier ist sie in der Berufungskammer eingesetzt und war unter anderen bei den Verfahren gegen Bosco Ntaganda, Dominic Ongwen, Laurent Gbagbo und Charles Blé Goudé sowie als Vorsitzende gegen Ahmad al-Faqi al-Mahdi beteiligt.

## Mitgliedschaften (Auswahl)
Sie ist unter anderem Mitglied der Internationalen Juristenkommission, der International Association of Women Judges, des Afrikanischen Zentrums für Demokratie und Menschenrechte und der Ostafrikanischen Richter- und Magistratsvereinigung.
Auf nationaler Ebene ist sie Mitglied der International Federation of Women Lawyers (FIDA), Uganda Chapter, der National Association of Women Judges und der Uganda Association of Judges and Magistrates.
Sie war unter der Schirmherrschaft der Internationalen Juristenkommission an der Anfangsphase der Ausarbeitung des Zusatzprotokolls über Frauen zur Afrikanischen Charta beteiligt.